# Contrapeso

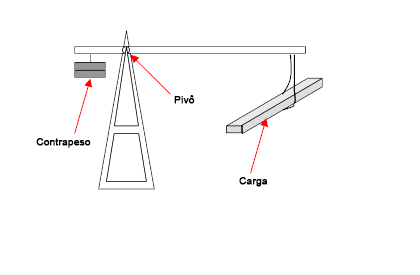
Diagrama simples de um guindaste de contrapeso

Um contrapeso é um peso equivalente que equilibra a carga. Contrapesos são frequentemente utilizados em elevadores de tração, guindastes e parques de diversão. Nestas aplicações, a carga esperada multiplicada pela distância que a carga será espaçada do suporte central deve ser igual à massa do contrapeso vezes sua distância a partir do ponto de inflexão, a fim de evitar o excesso de equilíbrio de ambos os lados. A massa vezes a distância é chamado de momento de carga.
Uma compensação é um peso ou força que equilibra ou compensa o outro como quando dois objetos de igual peso, poder ou influência estão agindo em oposição um ao outro. Os objetos são, então, ditos que estão em contrapeso.